# كارين ويلكوكس
كارين إليزابيث ويلكوكس هي مهندسة طيران وعالمة حاسبات اشتهرت بعملها على تقليص درجة النظم ودراسة الأساليب تعددية الدقة . تشغل حاليًا منصب مديرة معهد أودين للهندسة والعلوم الحاسوبية وأستاذة هندسة الطيران وميكانيكا الهندسة في جامعة تكساس في أوستن ، تكساس. 

## الحياة الشخصية والتعليم
ولدت ويلكوكس وترعرعت في نيوزيلندا حيث حصلت على درجة البكالوريوس في العلوم الهندسية من جامعة أوكلاند في العام 1994.  انتقلت بعد ذلك إلى بوسطن ، ماساتشوستس للانضمام إلى معهد ماساتشوستس للتكنولوجيا (MIT) للدراسات العليا. في معهد ماساتشوستس للتكنولوجيا ، حصلت على درجة الماجستير في الملاحة الجوية والفضائية في عام 1996 ودكتوراه في نفس الموضوع في عام 2000. أنهت أطروحتها ، بعنوان «نماذج الديناميكية الهوائية ذات الترتيب المنخفض للتحكم المطاطي الهوائي في الماكينات التوربينية» ، تحت إشراف جايمي بيريير وجيمس بادوانو.  أثناء وجودها في معهد ماساتشوستس للتكنولوجيا ، لعبت Wويلكوكس في الفريق النسائي في MIT للرجبيي.  وهي أيضًا عداءة شغوفة للماراثون ومتسلقة جبال من ذوي الخبرة. 
لطالما أرادت ويلكوكس أن تصبح رائدة فضاء.  كانت من الأسماء على القائمة القصيرة للمرشحين لبرنامج تدريب رواد الفضاء التابع لناسا في عامي 2009  و 2013 ، لكنها لم تنجح في الالتحاق بالتدريب.

## الحياة المهنية
بعد دراسات الدكتوراه ، عملت ويلكوكس في Boeing Phantom Works في مجموعة تصميم أجسام الطائرات Blended-Wing-Body لمدة عام. في عام 2001 ، انضمت إلى قسم الملاحة الجوية والفضائية في معهد ماساتشوستس للتكنولوجيا كأستاذة. في عام 2008 ، أصبحت أيضًا مديرًا مشاركًا مؤسسًا لمركز MIT للهندسة الحاسوبية. بقيت في معهد ماساتشوستس للتكنولوجيا حتى يوليو 2018. خلال هذه الفترة ، كان لديها أيضًا مواعيد زيارة قصيرة الأمد في مختبرات سانديا الوطنية وجامعة أوكلاند وجامعة سنغافورة للتكنولوجيا والتصميم . في أغسطس 2018 ، انضمت ويلكوكس إلى جامعة تكساس في أوستن لتخلف J. Tinsley Oden كمديرة لمعهد الهندسة والعلوم الحاسوبية. 
عملت ويلكوكس في هيئة تحرير العديد من المجلات. تعمل حاليًا محررة قسم لمجلة SIAM Journal حول الحوسبة العلمية  ومحررة مشارك لمجلة AIAA . 
بالإضافة إلى البحث ، ويلكوكس تقوم بالمشاركة في تعليم العلوم والسياسات أيضًا. و هي مشجعة عبى الابتكار في التدريس ، و عملت كرئيسة مشاركة لمبادرة سياسة التعليم عبر الإنترنت في معهد ماساتشوستس للتكنولوجيا.  منذ عام 2014 ، عملت في المجلس الاستشاري لـ Girls 'Angle. في عام 2015 ، حصلت على منحة أول عالم من وزارة التعليم الأمريكية . 

## التقديرات
حصلت ويلكوكس على وسام الاستحقاق النيوزيلندي في عام 2017.  تم انتخابها كزميلة في جمعية الرياضيات الصناعية والتطبيقية في عام 2018 ، «لمساهمتها في تقليل النماذج والأساليب المتعددة الدقة ، مع تطبيقات في التحسين والتحكم والتصميم وتقدير عدم اليقين للأنظمة واسعة النطاق». 

## روابط خارجية
1. موقع شخصي
2. الملف الشخصي للباحث العلمي من Google